# Rome Odunze
Rome Odunze (geboren am 3. Juni 2002 in Las Vegas, Nevada) ist ein US-amerikanischer American-Football-Spieler auf der Position des Wide Receivers. Er spielte College Football für die Washington Huskies und wurde im NFL Draft 2024 in der ersten Runde von den Chicago Bears ausgewählt.

## Karriere
Odunze besuchte die Bishop Gorman High School in seiner Heimatstadt Las Vegas, Nevada. In der Saison 2019 wurde er als Gatorade Player of the Year, d. h. als bester Highschool-Football-Spieler, im Bundesstaat Nevada ausgezeichnet. Odunze erhielt Stipendienangebote von zahlreichen namhaften College-Football-Teams und entschied sich für die Washington Huskies der University of Washington.
Als Freshman fing er in der aufgrund der COVID-19-Pandemie auf vier Spiele stark verkürzten Saison fünf Pässe für 69 Yards. In der Saison 2021 bestritt Odunze sieben von neun Spielen als Starter und fing 41 Pässe für 415 Yards und vier Touchdowns.
In seinem dritten Jahr am College kam Odunze in 12 von 13 Spielen zum Einsatz, davon achtmal als Starter, ein Spiel verpasste er verletzungsbedingt. Unter dem neuen Offensive Coordinator Ryan Grubb konnte er sich deutlich steigern. Mit 75 gefangenen Pässen für 1145 Yards erzielte er die meisten Yards in der Pacific-12-Conference, in deren All-Star-Auswahl er gewählt wurde. Auf eine mögliche Teilnahme am NFL Draft 2023 verzichtete er, obwohl er als Top-100-Spieler des Draftjahrgangs eingeschätzt worden wäre.
In der Saison 2023 war Odunze mit 1640 Yards Raumgewinn im Passspiel der erfolgreichste Passempfänger der College-Football-Saison und stellte einen neuen Rekord für einen Passempfänger bei Washington auf. Zudem gelang ihm als zweitem Wide Receiver der Huskies nach Reggie Williams (2001–2003) mehr als eine Saison mit über 1000 Yards. Er wurde erneut in die All-Star-Auswahl der Pac-12 gewählt, war Finalist bei der Wahl zum Fred Biletnikoff Award und wurde als Consensus All-American ausgezeichnet. Odunze zog mit den Huskies in das College Football Playoff National Championship Game ein, in dem sie den Michigan Wolverines unterlagen. Dabei fing er fünf Pässe für 87 Yards. Anschließend gab Odunze seine Anmeldung für den NFL Draft 2024 bekannt.

## NFL-Statistiken
| 2024                               | Chicago Bears | 17 | 12 | 54 | 734 | 13,6 | 47 | 3 | 2 | 1 |
| Total                              | Total         | 17 | 12 | 54 | 734 | 13,6 | 47 | 3 | 2 | 1 |
| Quelle: pro-football-reference.com |               |    |    |    |     |      |    |   |   |   |